# Raffaele Cosimo De Girolami
Raffaele Cosimo De Girolami (ur. 10 września 1670 we Florencji, zm. 21 lutego 1748 w Rzymie) – włoski duchowny katolicki, kardynał.
Święcenia kapłańskie przyjął 25 lipca 1726. 8 marca 1728 został wybrany biskupem tytularnym Damietty. 11 kwietnia 1728 w Rzymie przyjął sakrę z rąk Benedykta XIII (współkonsekratorami byli arcybiskup Francesco Borghese i Nicola Saverio Santamaria). 9 września 1743 Benedykt XIV wyniósł go do godności kardynalskiej a 12 września 1743 nadał mu tytuł kardynała prezbitera S. Marcelli. Był prefektem Świętej Kongregacji ds. Odpustów i Świętych Relikwii (od 1743 do śmierci) oraz Świętej Kongregacji ds. Biskupów i Zakonników (od 1744 do również do końca życia).